# 家康が最も恐れた男 真田幸村
『家康が最も恐れた男 真田幸村』（いえやすがもっともおそれたおとこ さなだゆきむら）は、1998年（平成10年）1月2日にテレビ東京で放送された『12時間超ワイドドラマ』（のちの『新春ワイド時代劇』）である。主演は松方弘樹。全6部。
本能寺の変から大坂夏の陣に至る時代を駆けぬけた主人公・真田幸村を「男の中の男」として描いた娯楽時代劇。

## 概要
小説の映像化が主流になっている『12時間超ワイドドラマ』であるが、本作は塙五郎のオリジナル脚本による。
淀殿をヒロインに据え、北庄落城の際に幸村に救出されてめぐりあい、その後は幸村と駆け落ちも図るなど、オリジナル脚本ということもあってか、史実からはかなり離れた脚色が施されており、幸村は彼女との愛を支えに、宿敵となった徳川家康との戦いの人生を生きぬいていく。
そして、配役もバラエティーに富んでおり、真田十勇士の霧隠才蔵役に女性の国生さゆり、三好清海入道役に元プロ野球選手のデーブ大久保を起用したり、松方弘樹・目黒正樹、前田吟・前田淳、菅原文太・菅原加織の3組の父子共演に加え、河原崎建三、若山騎一郎ら2世俳優が多く出演している。
2009年1月1日にBS・CS初放送として、時代劇専門チャンネルで全13話（各46分）が一挙放送された。
- 第一部 「本能寺炎上!信長に挑む反逆児」（前篇・後篇）
- 第二部 「秀吉死す!恋の仇は天下人」（前篇・後篇）
- 第三部 「対決!関ヶ原父子兄弟、敵味方」（前篇・後篇）
- 第四部 「風雲!真田十勇士・佐助、才蔵吠える」（前篇・後篇）
- 第五部 「激闘!大坂冬の陣・幸村ついに起つ」（前篇・後篇）
- 第六部 「決戦!大坂夏の陣・狙うは家康の首」（前篇・中篇・後篇）

## キャスト
- 真田幸村：松方弘樹
- 淀殿（茶々）：秋吉久美子
- お初：若山幸子
- お江の方：南野陽子
- 猿飛佐助：西村和彦
- 霧隠才蔵：国生さゆり
- 由利鎌之助：京本政樹
- 海野六郎：河原崎建三
- 筧十蔵：尾美としのり
- 三好清海入道：デーブ大久保
- 三好伊三入道：前田淳
- 望月六郎：沖田浩之
- 穴山小助：菅原加織
- 根津甚八：若山騎一郎
- 玄斉：菅原文太
- 島津家久：里見浩太朗
- 千姫：遠山景織子
- 豊臣秀頼：山本耕史
- 真田大助：目黒正樹
- 寒松院：草笛光子
- 大蔵卿局：宮下順子
- 北政所：二宮さよ子
- お市の方：中野良子
- 織田信長：夏八木勲
- 明智光秀：田中隆三
- 織田有楽斎：芝本正
- つぎ：水島かおり
- くみ：有沢妃呂子
- おふみ：竹本聡子
- お冴：岩城茉里
- 島津の家臣：森一
- 韓長老：山村弘三
- 孝蔵主：本阿弥周子
- 上杉景勝：石立鉄男
- 伊達政宗：峰岸徹
- 本多忠勝：潮哲也
- 大久保忠隣：伊藤敏八
- 浅野長政：川合伸旺
- 藤堂高虎：峰蘭太郎
- 北条氏直：谷口高史
- 石田三成：西田健
- 大谷吉継：若林豪
- 長束正家：伊藤高
- 安国寺恵瓊：梅沢昇
- 森蘭丸：藤田哲也
- 蜂須賀小六：中田博久
- 庄屋喜左衛門：織本順吉
- 大野治長：田村亮
- 後藤又兵衛：立川三貴
- 木村重成：伊東貴明
- 片桐且元：睦五朗
- 浅野長晟：楠年明
- 加藤清正：小林勝彦
- 福島正則：岩尾正隆
- 柳生宗矩：勝野洋
- 柳生利厳：冨家規政
- 服部半蔵：遠藤憲一
- 真田信幸：前田吟
- 小松姫（稲姫）：岩本千春
- 豊臣秀吉：中村嘉葎雄
- 徳川家康：津川雅彦[1]
- 徳川秀忠：倉田てつを
- おふく：山下容莉枝
- 真田昌幸：丹波哲郎
- ナレーター：寺田農

## スタッフ
- 制作：金澤龍一郎（テレビ東京）
- プロデューサー：江津兵太、都築博（テレビ東京）、深沢道尚、橋本新一、亀岡正人（東映）
- 脚本：塙五郎
- 音楽：岩間南平
- 撮影：水巻祐介、赤塚滋、坂根省三、木村誠司
- 美術：秋好泰海、園田一佳、倉橋利韶
- 照明：安藤清人、横山秀樹、釜田一
- 録音：佐俣マイク、芝氏章、平井清重
- 編集：荒木健夫
- 助監督：内沢豊、南光、五大院将貴
- 装置：松井明夫
- 装飾：龍尾和人
- 背景：西村三郎
- 小道具：高津商会
- 衣装：石倉元一、松田孝
- 美粧・結髪：東和美粧
- かつら：山崎かつら
- 擬斗：土井淳之祐（東映剣会）、三好郁夫（同左）
- プロデューサー補：塚田英明
- 進行主任：藤井雅朗、西秋節生
- 協力:彦根城、東映太秦映画村、東映俳優養成所、二条城、大覚寺、仁和寺
- 映像協力:NHK、TBS
- 監督： 降旗康男（1、6）、原田雄一（2）、 齋藤光正（3、5）、上杉尚祺（4）
- 主題歌：さだまさし 「夢一色」
- 主題歌協力：テレビ東京ミュージック
- 製作：テレビ東京、東映